# Riềng lông cứng
Riềng lông hay riềng lông cứng (danh pháp hai phần: Alpinia hirsuta) là cây thân thảo thuộc họ Gừng.
Cây mọc ven rừng nhiệt đới ẩm ở miền nam Việt Nam.